# Polixo (muller de Nicteu)
Segons la mitologia grega, Polixo (en grec antic Πολυξώ) fou la muller de Nicteu i la mare d'Antíope.